# C'est la vie (chanson de Khaled)
Pour les articles homonymes, voir C'est la vie.
Singles de Khaled
Même pas fatigué
(2009) Hiya Hiya
(2012)
C'est la vie est une chanson de l'artiste algérien Khaled, sortie le 2 juillet 2012 sous le label Universal. Elle a été produite par RedOne. 
La chanson se caractérise par un refrain en français et des couplets en arabe issu du dialecte algérien.
Durant la période estivale, la chanson se classe dans le top 20 du hit-parade français en juillet 2012. Après 3 ans d'absence, C'est la vie marque le retour de Khaled sur la scène française, son dernier single remontant à Même pas fatigué avec le groupe ivoirien Magic System. Ce dernier reprendra d'ailleurs l'air du refrain de C'est la vie pour leur morceau de 2014 Magic in the Air, le producteur, RedOne, étant le même pour les deux morceaux.
Le 26 avril 2013, Marc Anthony, star internationale de la salsa, sort une reprise en espagnol, Vivir mi vida.

## Liste des pistes
Promotionnel - numérique
1. C'est la vie - 3:49

## Classement par pays
| Classement (2012)                       | Meilleure position |
| --------------------------------------- | ------------------ |
| Belgique (Flandre Ultratop 50 Singles)  | 5                  |
| Belgique (Wallonie Ultratop 50 Singles) | 5                  |
| France (SNEP)                           | 2                  |
| France (Club 40)                        | 2                  |
| France (Airplay)                        | 6                  |
| Pays-Bas (Nederlandse Top 40)           | 92                 |
| Tchéquie (IFPI Rádio)                   | 1                  |
| Roumanie (Top 100)                      | 1                  |
| Slovaquie (IFPI Rádio)                  | 2                  |
| Suède (Sverigetopplistan)               | 34                 |
| Suisse (Schweizer Hitparade)            | 33                 |

## Certification
| Pays     | Disque de certification | Seuil  |
| -------- | ----------------------- | ------ |
| Belgique | Or                      | 15 000 |